# 坪内知佳
坪内 知佳（つぼうち ちか、1986年（昭和61年）6月17日 - ）は、シリアルアントレプレナー、日本のコンサルタント、起業家。ドラマ「ファーストペンギン！」のモデルになった、船団丸ブランド等をプロデュースする、株式会社GHIBLI代表取締役。山口県萩市在住。

## 概要
1986年福井県生まれ。2005年名古屋外国語大学外国語学部 英米語学科に入学。大学を中退後、山口県萩市へ移住。
2010年萩市内で翻訳とコンサルティング業務を行う事務所を設立する。2010年10月に知見のなかった漁業の世界に飛び込み、2011年3月、約60人の漁業者をまとめ、萩大島船団丸を設立し代表に就任。農林水産省に6次産業化の認定を申請し、同年7月に自家出荷を開始。（2014年4月、法人化を果たす（株式会社GHIBLI）漁協との調整や出荷ルートの確保、販路開拓までを手がけ、全国の漁業関係者から注目を集める。
2015年より全国に同事業の展開を開始し、現在は、日本船団丸として、萩大島船団丸、須崎野見船団丸、薩摩川内船団丸、千葉房総船団丸、北海岩内船団丸、壱岐玄海船団丸を展開している。2019年より、日本産の和球に特化したパールブランド「Euripides」を展開。
AERA「日本を突破した100人」、日経ビジネス2017年最も影響のある「次代を創る100人」などに選ばれる。
全国で幅広くセミナーや講演活動も行っている。

## 生い立ち
1986年6月17日、福井県福井市に事業家一族の娘として生まれ、裕福な家庭で育つ。祖父が繊維と不動産業で財を成し、父親も保険やレンタル事業を経営していた。幼少期より重度のアレルギー体質で、給食後に倒れるなど日常茶飯事だった。福井市木田小学校卒業、福井市明倫中学校卒業、福井商業高校国際経済科卒業、CAに憧れ在学中にオーストラリアへ留学。2005年に名古屋外国語大学外国語学部へ入学後、悪性リンパ腫と誤診され余命宣告を受けたことをきっかけに人生観が一変、実際は感染症と化学物質過敏症だったが、体調不良が続いたため大学を中退し、結婚、夫の勤務地である山口県萩市に転居し、2007年に長男を出産、離婚を経て、翻訳・コンサルタント業として起業する。
2009年に旅館の宴会場で萩大島の漁師と知り合ったことをきっかけに水産業のコンサルタントを始め、水産の六次産業化（一次産業者が、二次、三次産業を担う）に尽力し、化学物質過敏症や癌など自身の病歴から、食の根幹となる一次産業に携わることを志すようになる。2010年に萩大島の漁師たちと任意団体「萩大島船団丸」を設立して代表に就任し、2011年に農林水産省より6次産業化認定を受け、2014年に法人化し、株式会社GHIBLI代表取締役に就任。
2016年より旅行業、真珠販売なども手掛ける。2017年にがんで子宮部分切除の手術を受けるも、2018年に次男を出産。2021年からは水産加工事業も開始した。

## 著作
- 『荒くれ漁師をたばねる力 ド素人だった24歳の専業主婦が業界に革命を起こした話』（2017年9月1日、朝日新聞出版）ISBN 9784022514738
- 『ファーストペンギン シングルマザーと漁師たちが挑んだ船団丸の奇跡』（2022年10月6日、講談社）ISBN 9784065295779

## メディア出演
- 2013年 - 日本テレビ「News zero」「News every.」
- 2015年 - テレビ朝日「夏目と右腕」
- 2017年7月13日 - テレビ東京「カンブリア宮殿」感動があって稼げる！農漁業の若き開拓者たち[9]
- 2018年1月26日 - 日本テレビ「天才○○○さんまときどき岡村」
- 2018年4月16日 - テレビ朝日「激レアさんを連れてきた。」
- 2018年5月 - テレビ朝日「日本のチカラ」
- 2018年9月 - TBSテレビ「中居正広の金曜日のスマたちへ」
- 2021年5月13日 - フジテレビ「奇跡体験!アンビリバボー」

・2023年9月24日　- 日本テレビ「バンキシャ」コメンテーター

## 受賞歴
- ウーマン・オブ・ザ・イヤー2014年 - キャリアクリエイト部門 受賞[2][1] 日経WOMAN主催
- 第4回　DBJ女性新ビジネスプランコンペティション - 地域みらい賞　受賞
- Forbes - 30 Under 30 2016 Asia
- 第一回 The Japan Times Satoyama & ESG アワード2019 - 優秀賞　受賞